# Cameraria milletiae
Cameraria milletiae este o specie de molie din familia Gracillariidae. Aria sa de răspândire este reprezentată de Malaezia (Sarawak, Selangor). 

## Caracteristici
Anvergura este de 4,5 până la 5,3 mm.
Larvele se hrănesc cu Milletia sericea. O caracteristică a lor este că sapă unele galerii în frunze și în interiorul altor plante. Galeriile au formă ovală și sunt așezate de obicei în partea inferioară a frunzelor.